# Андреас Гаєк
Андреас Гаєк (нім. Andreas Hajek, 16 квітня 1968) — німецький академічний веслувальник.
Олімпійський чемпіон 1992, 1996 років у складі парної четвірки, бронзовий призер 2000 року в складі парної четвірки.
Чемпіон світу 1993 (парні четвірки), 1997 (парні двійки), 1998 (парні двійки), 1999, 2001 років у складі парної четвірки, срібний призер 1995 року в складі парної четвірки, бронзовий призер 1986 (парні двійки), 1994 (парні четвірки), 2002 (парні двійки) років.